# Gellérd Imre
Gellérd Imre (Székelybetlenfalva, 1920. január 3. – Homoródszentmárton, 1980. január 3.) unitárius lelkész, 1956-os erdélyi elítélt és meghurcolt egyházi személy.

## Életútja
Apja Gellérd Ferenc, anyja Sándor Julianna, akik Kénosban születtek, és Bethlenfalván telepedtek le. Édesapját korán elvesztette, gyermekkorát Kénosban töltötte, ahol édesanyja rokoni környezetében nőtt fel. Iskoláit Székelyudvarhelyen kezdte, ahol kitűnt tehetségével, értelmi képességével. Sigmond József székelyudvarhelyi lelkész biztatta és anyagilag is támogatta a tehetséges ifjút. 1939 és 1943 között végezte unitárius teológiai tanulmányait, mellyel párhuzamosan a kolozsvári tudományegyetemen magyar–francia szakos tanári oklevelet szerzett. 1943 és 1947 között Székelykeresztúron segédlelkész, valamint francia–román szakos tanár a székelykeresztúri unitárius gimnáziumban.
1947-ben megválasztották Siménfalva unitárius lelkészének, ahol tizenkét esztendőn keresztül gazdag egyházközségi tevékenységet vezetett és szervezett. Siménfalváról feljárt Kolozsvárra mint magiszterjelölt, és 1956. november 6-án magiszterré avatták kitűnő minősítéssel.
1959 és 1964 között több unitárius lelkésztársával meghurcoltatásban részesült az 1956-os magyar szabadságharc következményeként. Szabadulását követően Homoródszentmártonban volt lelkész. A megújuló zaklatások elől 1980. január 3-án önkezűleg a halálba menekült. Székelyudvarhelyen helyezték örök nyugalomra.

## Meghurcoltatása
Siménfalvi lelkészként tartóztatták le 1959. november 6-án. Székelykeresztúrra, majd Kolozsvárra szállították, és koholt vádak (prédikációk engedély nélküli sokszorosítása) alapján 1960 márciusában hétévi börtönbüntetésre és kényszermunkára, további ötévi jogvesztésre ítélte a kolozsvári katonai törvényszék. 1960. május 16-án a szamosújvári börtönbe zárták, de októberben már a Duna-deltába irányították, 1963 őszén került vissza Szamosújvárra. Innen szabadult az általános amnesztia nyomán 1964 közepén.

## Munkássága
Az egyházi tudományok mellett, jártas volt a pedagógiában, az irodalomban, a zenében és a költészetben is. Általános műveltségére jellemző, hogy otthonos volt a lélektanban, az egyetemes irodalomban, az idegen nyelvek terén, társadalomtudományokban és az egészségügyi ismeretekben. Gazdag prédikáció irodalmat hagyott hátra, előadásokat tartott, tanulmányokat írt, sok kéziratban maradt fenn. Megírta doktori dolgozatát Négyszáz év unitárius prédikációirodalma címmel, de nem védhette meg és nem foglalhatta el a megérdemelt tanári pozíciót, mert közben letartóztatták és elítélték. Szabadulását követően is kegyvesztett lett az állami hatóságok előtt és szüntelen zaklatásnak volt kitéve.

### Még életében megjelent munkái

#### Tanulmányok
- Az úrvacsorai ágenda. Keresztény Magvető 80 (1974). 140.
- Keresztelési szertartásunk időszerű kérdései. Keresztény Magvető 81 (1975). 31.
- Kriza János prédikátori munkássága. Keresztény Magvető 81 (1975). 122.
- A prédikáció textusszerűsége. Keresztény Magvető 82 (1976). 104.
- Hogyan készül fel a lelkész az evangélium hirdetésére? Keresztény Magvető 84 (1978). 19.
- Dávid Ferenc mint prédikátor. Keresztény Magvető 85 (1979). 145.
- A Keresztény Magvető összes száma elérhető az OSZK elektronikus honlapján.[7]

#### Nyomtatásban megjelent munkái
- Mesék, elbeszélések, versek: Órás Andi története. Unitárius Naptár 1956. 78.
- Amit Isten elkér, visszaadja azt. Unitárius Naptár 1957. 109.
- A csinálmány. Unitárius Naptár 1958. 113.[8]
- Az életmentő. Unitárius Naptár 1958. 122.
- A „tizenhárom". Unitárius Naptár 1959. 115.
- Reformálódj (vers). Unitárius Naptár 1957. 62.
- Újévi köszöntő (vers). Unitárius Naptár 1959. 41.
- Kis Mihály (tanulmány). Unitárius Naptár 1959. 62.

### Prédikációk
34 prédikációja jelent meg a Keresztény Magvetőben. Halálát követően is folyamatosan közölték prédikációit a folyóiratban.

## Az utókor emlékezete
- Lánya, dr. Gellérd Judit unitárius lelkész minden kéziratban levő írását, tanulmányait és doktori disszertációját is kiadta, valamint emlékkonferenciát szerveztek az emlékére.[10]
- Gellérd Judit: A Liberté rabja. Dr. Gellérd Imre (1920-1980). Országos Dávid Ferenc Ifjúsági Egylet, Kolozsvár, 2005. Lánya önéletrajzi vallomásában meséli el mártír édesapja életét.[11]
- Angol nyelven is megjelent: Judit Gellérd: Prisoner of Liberté.[12]

### Róla írták
- Oláh Sándor (2020). „Diktatúra a mindennapokban 2. - Az alávetettség mintázatai: Gellérd Imre hétköznapjai Siménfalván az ötvenes években”. Keresztény Magvető 3 (126), 278-306. o.
- Koppándi Botond: Gellérd Imre gyakorlati teológiai munkássága. (Hozzáférés: 2024. július 2.) [13][14]
- Kocsis Tünde (2007). „A lélekből építő - a Gellérd Imre-emlékkonferencia könyvanyaga”. Keresztény Magvető 2 (113), 223-225. o.
- Déri Eszter - Lovas Borbála: Magyarországi újkori prédikációk (16–18. század) szakirodalmi bibliográfiája 2020-ig. a dolgozatukban sokat idézik Gellérd Imre munkáit. (Hozzáférés: 2024. július 2.)

### Lánya, Gellérd Judit által kiadott könyvek[12]
- Gellérd Imre: Beszédek[15]
- Gellérd Imre: Lélek és élet[16]
- Gellérd Imre: A tűz körül
- Gellérd Imre: Négyszáz év unitárius prédikációirodalma[6]
- Imre Gellérd: A history of Transilvanian Unitarianism through four Centuries of Sermons